# ريان باتلر
ريان باتلر (بالإنجليزية: Ryan Butler)‏ هو مخرج وسياسي أمريكي، ولد في 21 يونيو 1979 في ميرتل بيتش في الولايات المتحدة.

## وصلات خارجية
- ريان باتلر على موقع IMDb (الإنجليزية)
- ريان باتلر على موقع أول موفي (الإنجليزية)
- ريان باتلر على موقع ديسكوغز (الإنجليزية)
- ريان باتلر على موقع كينوبويسك (الروسية)